# Adolf Socin

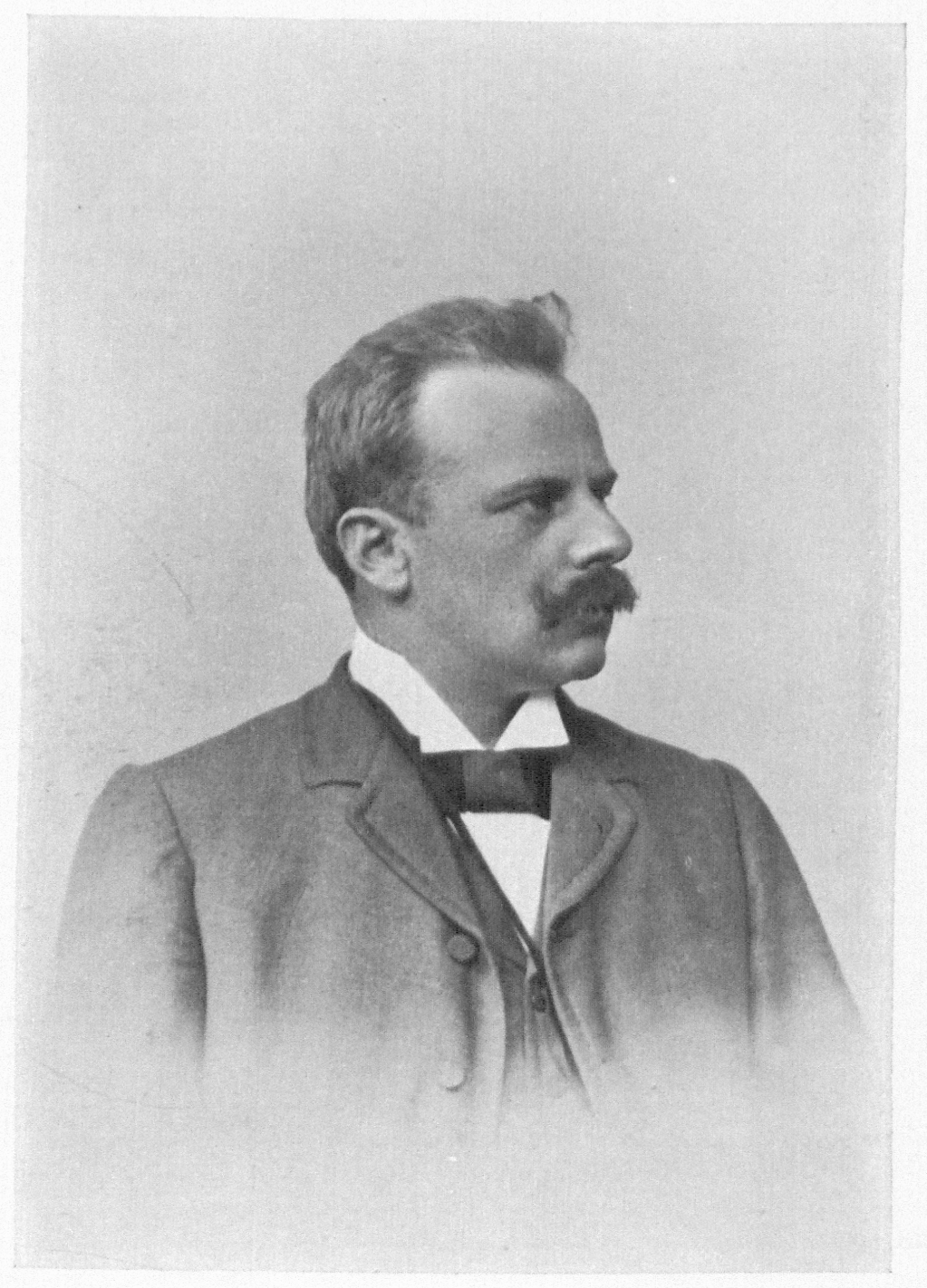

Adolf Socin, född den 27 januari 1859 i Wohlenschwil, död den 5 februari 1904 Basel, var en schweizisk germanist.
Efter studier i Basel och Strassburg blev han 1894 extra ordinarie professor i tysk filologi vid universitetet i Basel. Han utgav sjunde upplagan av Moritz Heynes Beowulfutgåva (1903). 
Han var medarbetare i Allgemeine Deutsche Biographie och i Basler Jahrbuch, där han  bland annat publicerade biografin Johann Jakob Spreng. Ein baslerischer Gelehrter und Dichter aus dem 18. Jahrhundert (1893).
Bland hans övriga arbeten kan nämnas Schriftsprache und Dialekte im Deutschen (1888), Basler Mundart und Basler Dichter (1895) och Mittelhochdeutsches Namenbuch (1903).